# Saturday the 14th Strikes Back
Saturday the 14th Strikes Back, conosciuto anche come Saturday the 14th Part 2  è un film del 1988 diretto da Howard R. Cohen ed interpretato da Ray Walston, Avery Schreiber, Patty McCormack e Jason Presson.
Come il suo predecessore, Saturday the 14th, è una parodia di altri film horror come Attack of the 50 Foot Woman, Venerdì 13, Amityville Horror, La mummia e L'invasione degli ultracorpi.

## Distribuzione
Saturday the 14th Strikes Back venne distribuito nei cinema statunitensi dalla Concorde Pictures.
A Louisville, nel Kentucky il film uscì nei cinema il 21 agosto 1988.
L'anno seguente il film venne distribuito in VHS negli Stati Uniti dalla MGM/UA Home Entertainment.

## Accoglienza

### Critica
Dalle recensioni contemporanee, "Lor." di Variety ha definito il film "un sequel non necessario e poco divertente" sottolineando che "i dialoghi sono zoppi e il livello di spoofing è ovvio piuttosto che ispirato". La recensione ha proseguito notando che "il budget povero è ben evidente negli effetti speciali pacchiani e nelle idee nate morte come Stonebrook che improvvisamente canta una canzone con un coro di 3 ragazze che sembrano ballare per la stanza in modo amatoriale".